# Jialing
Il fiume Jialing (in cinese: 嘉陵江; pinyin: Jiang Jialing, Wade-Giles: Chia-ling-chiang) è un affluente del fiume Yangtze, con la sua fonte nella provincia di Gansu. Prende il suo nome dalla Valle Jialing attraversata da questo fiume. Un tempo era conosciuto come Langshui (cinese semplificato: 水 阆; cinese tradizionale: 阆 水; pinyin: làngshǔi) o Yushui (渝 水, pinyin: yúshǔi).

## Percorso
Il fiume Jialing è lungo 1119 km. Il tratto della confluenza tra il fiume Jialing e tra il fiume Bailong Xihanshui a Lianghekou è considerato il corso superiore del fiume. La parte centrale è tra Zhaohua e Hechuan. Sotto alla confluenza con il fiume Yangtze a Chongqing si estende il corso inferiore del fiume.

## Caratteristiche
La caratteristica più evidente del fiume Jialing è il suo percorso sinuoso. La parte più tortuosa del suo corso è compresa tra Nanchong e Wusheng. Qui ci sono gran numero di affluenti e i maggiori di essi sono il Fu Jiang (noto anche come Sui He) e Qu Jiang, entrambi i quali confluiscono nel Jialing a Hechuan.

## Città
Le maggiori città lungo il fiume sono:
- Guang'an
- Langzhong
- Nanchong
- Hechuan
- Chongqing